# ツヴェンティボルト
ツヴェンティボルト（ドイツ語: Zwentibold、870年または871年 - 900年8月13日）は、カロリング朝のロタリンギア王（在位：895年 - 900年）。ツヴェンティポルト（Zwentipold）とも呼ばれる。
東フランク王国の王アルヌルフの庶長子で、生母の名は不詳。ルートヴィヒ4世の異母兄にあたる。

## 概要

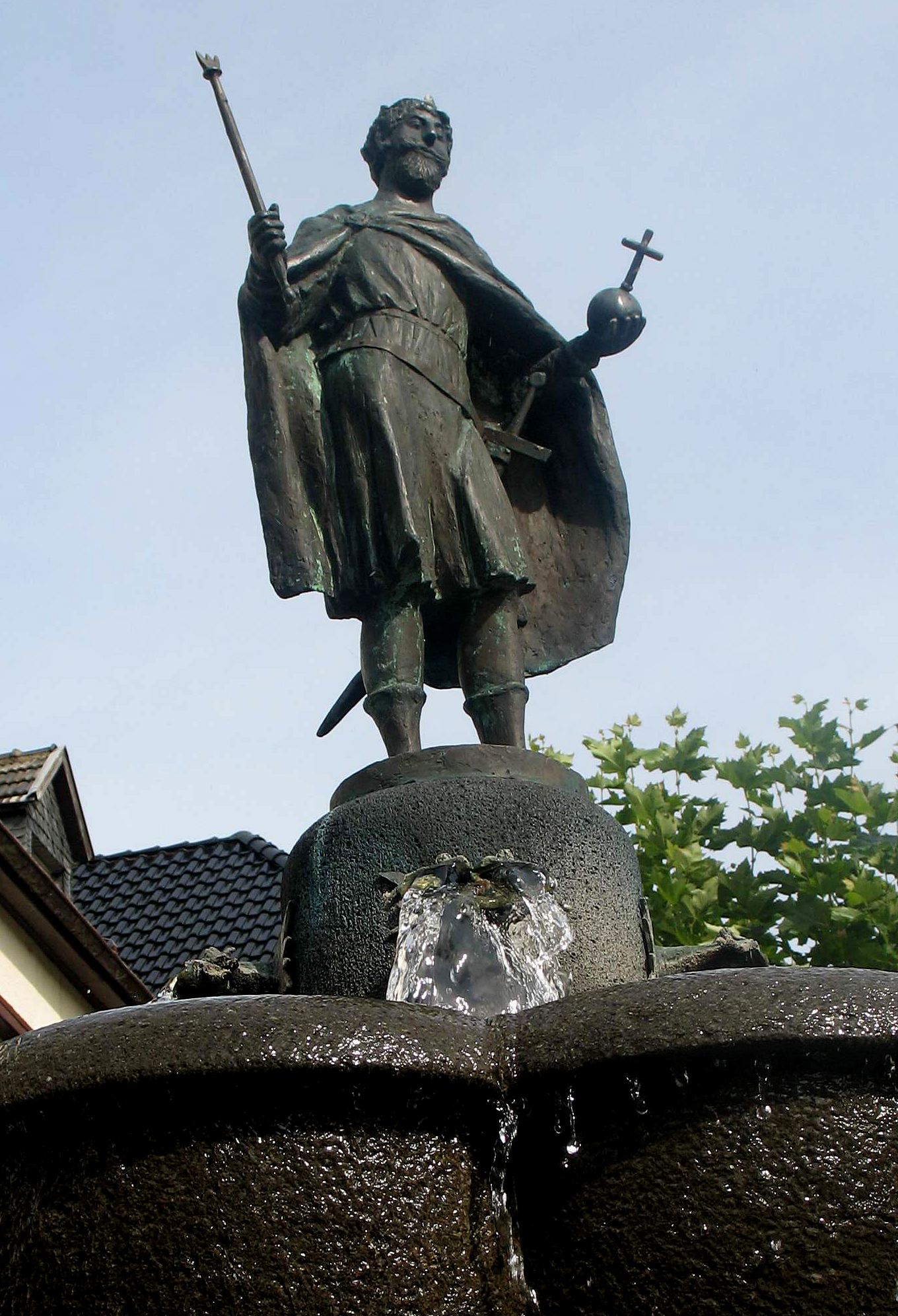
バート・ミュンステライフェルにあるツヴェンティボルトの石像

888年、父のアルヌルフのイタリア遠征に随行し、フリウーリ辺境伯ベレンガルがトレントで出迎えて、臣従を誓った。ベレンガルは、西フランク王国遠征に失敗して、イタリアに戻ったローマ近郊のスポレート公グイードを撃破したばかりであった。アルヌルフはその功績を認めて、ベレンガルをイタリア王に任命した。
翌889年にグイードは勢いを盛り返して、ベレンガルを攻撃した。そのため、ベレンガルはトレビアでグイードに撃破されて、命からがらにフリウーリに帰還した。代わってグイードがイタリア王と称して、891年に西ローマ皇帝と称した。これに危惧したアルヌルフは子のツヴェンティボルトに命じて、ベレンガルと連合させてグイードを討伐させた。894年に、連合軍はベルガモの戦いでグイードの軍勢を撃退し、ミラノとパヴィーアを奪った。間もなくグイードは病死し、本隊のアルヌルフの軍勢はそのまま南下して、895年に、アルヌルフは西ローマ皇帝となった。ツヴェンティボルトはこの功績で、父からロタリンギア王を譲位された。
在地の大貴族レニエ家のレニエ1世と対立、レニエ1世は西フランク王シャルル3世と通じた。その結果、899年のサン・ゴアール条約により、西ロタリンギアは西フランク王国のものとなった。
900年にツヴェンティボルトは病死した。29歳あるいは30歳であった。末弟のルートヴィヒ4世が後を継いだ。

## 家系
897年にザクセン公オットー1世の娘のオーダ（875年/880年 - 949年12月2日?/952年7月2日?）と結婚。『Gesta episcoporum Leodiensium』（en）によると、ツヴェンティボルトには以下の3人の娘がいたとされる。
- ベネデッタ（898年 - ?） - スステレン修道院の修道女
- ツェツィリーア（899年 - ?） - スステレン修道院の修道女
- レーレンダ（900年 - ?）